# Pfarrkirche Kapfenstein

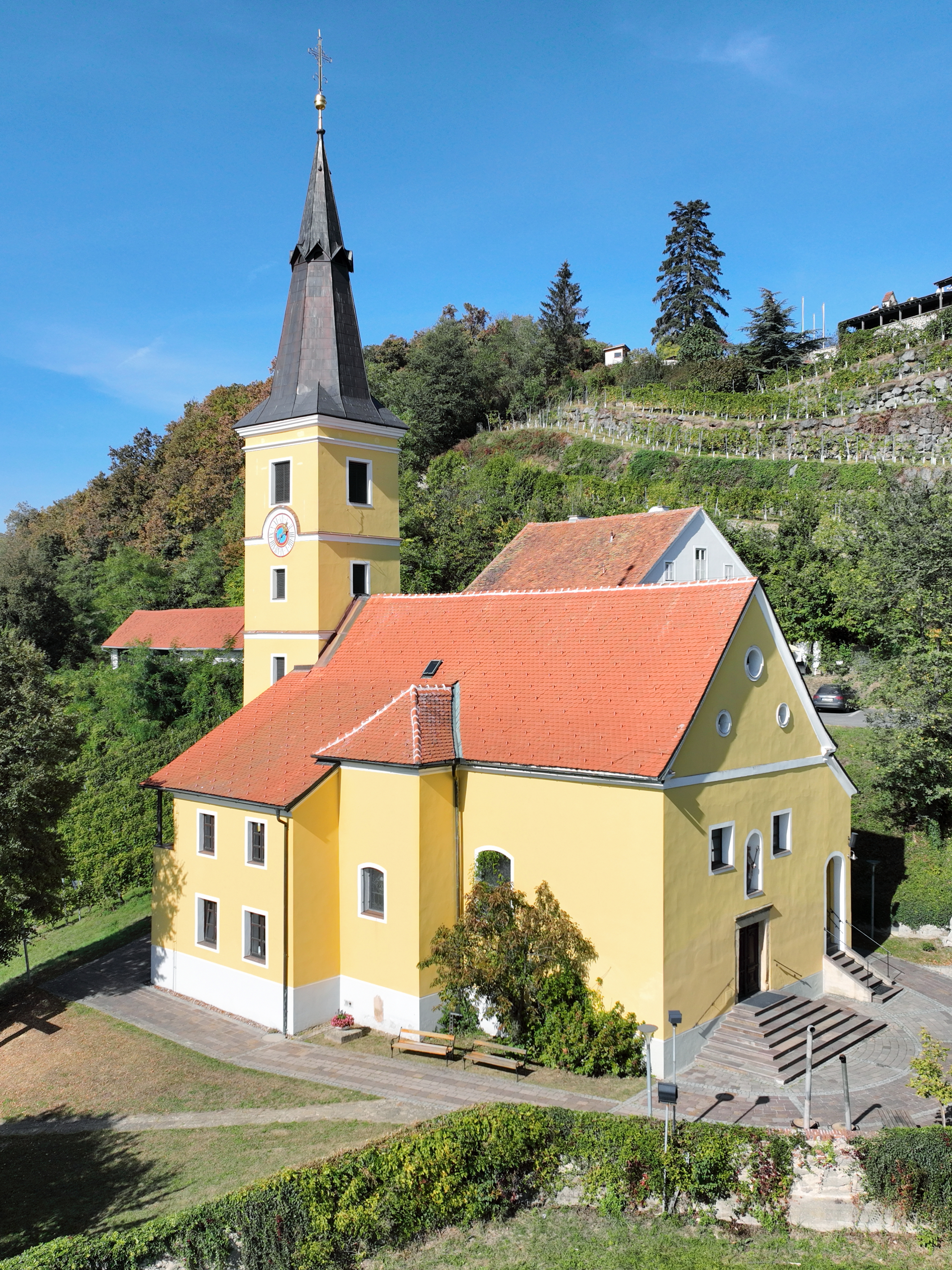
Pfarrkirche hl. Nikolaus

Die römisch-katholische Pfarrkirche Kapfenstein steht in einer Hanglage südlich unter dem Schloss Kapfenstein in der Gemeinde Kapfenstein in der Steiermark. Die Pfarrkirche hl. Nikolaus gehört zum Dekanat Feldbach in der Diözese Graz-Seckau. Das Kirchengebäude steht unter Denkmalschutz.

## Geschichte
Die Kirche wurde an der Stelle einer ehemaligen Burgkapelle im 17. Jahrhundert erbaut und 1779 zur Pfarrkirche erhoben. 1919 und 1981 erfolgten jeweils Innenrestaurierungen.

## Architektur
Der nach Westen ausgerichtete Kirchenbau hat ein dreijochiges Langhaus mit Kreuzgratgewölben auf Gurten auf Pilastern. Beim dritten Joch schließt beidseits eine kleine rechteckige Kapelle an. Die Orgelempore ist dreiachsig. Der einjochige Chor hat einen 3/8-Schluss, die südseitig angebaute Sakristei eine gewölbte Empore. Der quadratische Westturm  schließt an den Chor an.
Die neubarocken Deckenmalereien gestalteten die Brüder Walter im 2. Viertel des 20. Jahrhunderts.

## Ausstattung

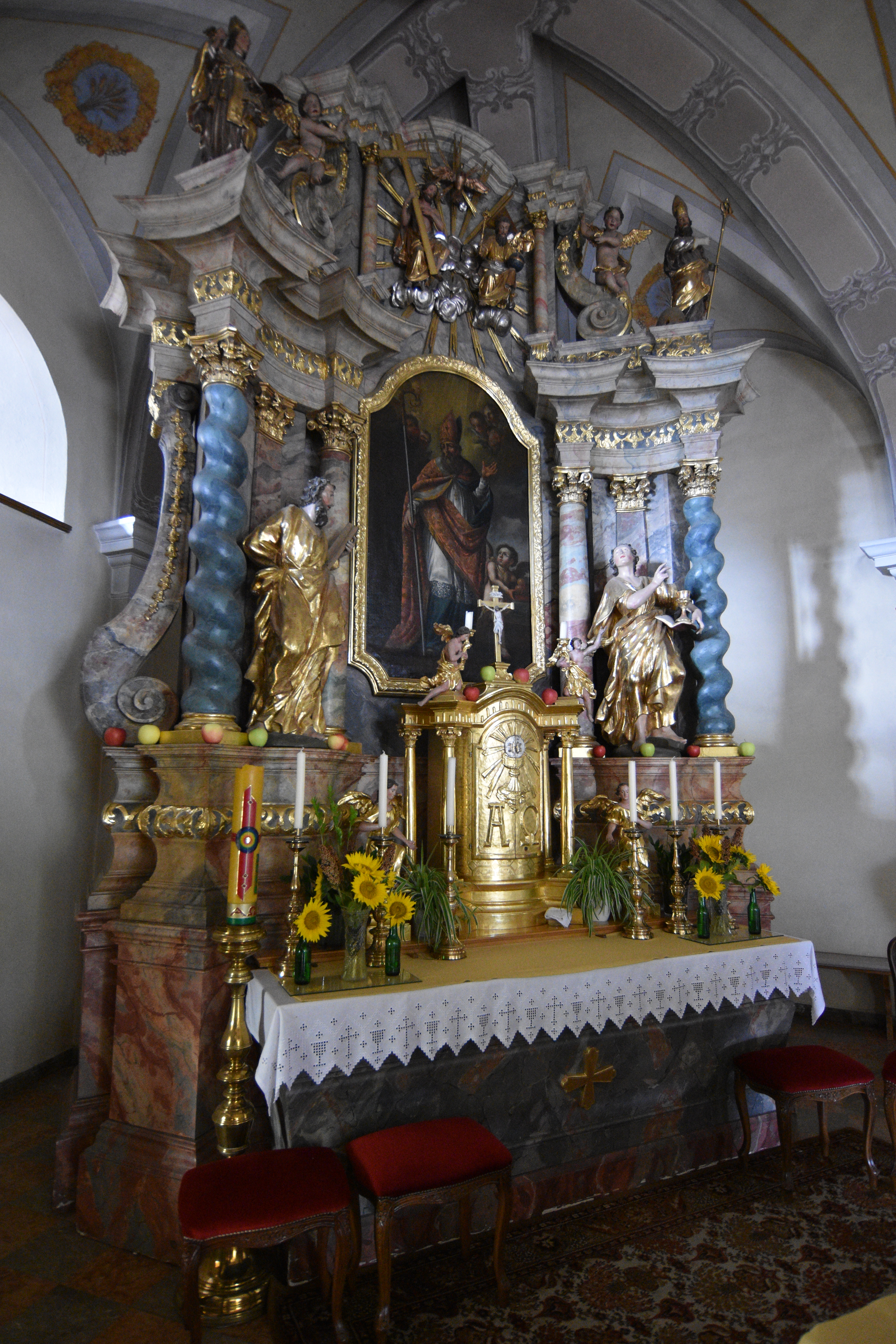
Der Hochaltar

Die Einrichtung ist aus dem zweiten Viertel des 18. Jahrhunderts. Die Nischenfiguren Helena und Augustinus in den Kapellen sind aus der Mitte des 17. Jahrhunderts.